# Polsk-litauiska samväldet
Polsk-Litauiska samväldet eller Polen-Litauen (polska: Rzeczpospolita Obojga Narodów; litauiska: Abiejų Tautų Respublika) var mellan 1385 och 1795 en statsbildning i Central- och Östeuropa.

## Historia
Det polsk-litauiska samväldet var från början, åren 1385–1569, en personalunion mellan regenterna i kungariket Polen och storfurstendömet Litauen. Drottning Hedvig (polska: Jadwiga) i Polen gifte sig år 1385 med den litauiske storfursten Jogaila (polska: Jagiello; från 1386 kung i Polen under namnet Vladislav II). Ett av motiven var att bilda en allians mot Tyska orden och Mongolväldet.
Det litauiska territoriet sträckte sig över dagens Belarus och Ukraina och var glesbefolkat, svagt urbaniserat men fyra gånger större än det polska och omfattade bland annat slaviska städer som Kiev och Smolensk. Föreningen kom att innebära stora förändringar för framför allt litauerna. Med utgångspunkt från ett nyinrättat biskopsdöme i Vilnius döptes Vladislav och de hedniska litauerna och inlemmades i den katolska kyrkan. Den belarusiska och ukrainska majoritetsbefolkningen i det litauiska riket fortfor dock till större delen vara ortodoxa. Unionen blev upptakten till det ekonomiska, kulturella och militära uppsvinget under 1500-talet som kallas för det gyllene seklet.

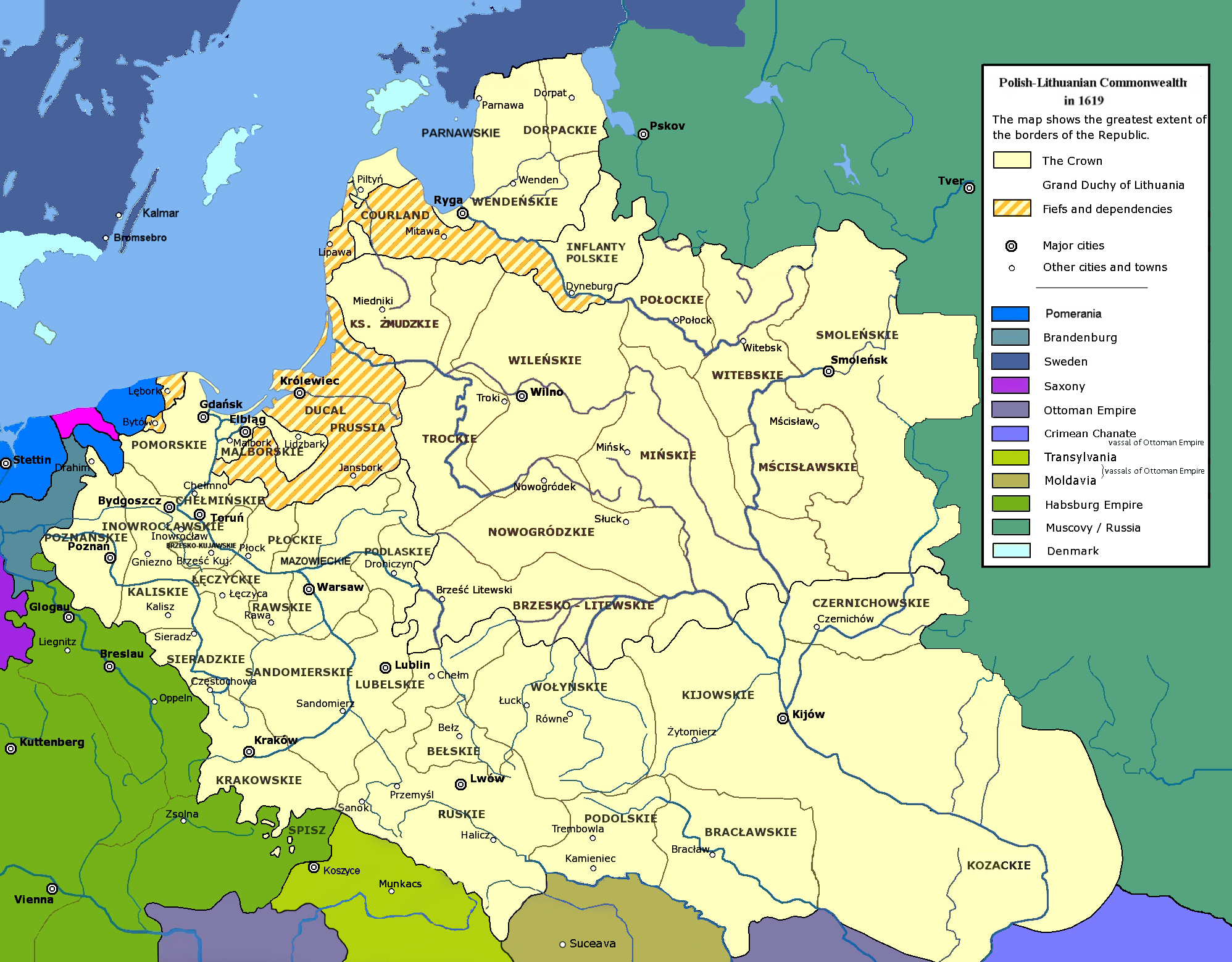
Det polsk-litauiska samväldet år 1619.

Samväldet fick sin slutgiltiga form i och med unionen i Lublin år 1569 då polska och litauiska adelsmän beslutade, i fruktan för inre splittring och yttre hot, om att personalunionen skulle övergå i en realunion. Länderna skulle behålla sina respektive lagar, skatter och arméer men styras av en gemensam, vald kung och en sejm (riksdag). Vojvodskapen Brazlaw, Kiev, Volynien och Polesien blev skilda från Litauen och införlivade med Polen (Lillpolen). Den litauiska adeln fick nu ta del av de vidsträckta polska privilegierna och fick alltså en betydligt bättre ställning än under den gamla litauisk-ryska tiden, exempelvis i förhållande till härskaren.
Samväldets huvudområden efter 1569 utgjordes av samväldet storfurstendömet Litauen och kungariket Polen, även kallad Kronan (polska Korona). Den litauiska delen bestod i stort sett av dagens Belarus och Litauen medan Kronan omfattade dåtidens polska länder och stora delar av dagens Ukraina. Dessutom omfattades Livland, Kurland, Gdańsk och vasallstaten hertigdömet Preussen.
Inrikespolitiskt präglades samväldet av att sejmen blev allt mer handlingsförlamad tack vare en vetoregel som gav varje enskild ledamot rätt att upphäva den pågående sessionen. Över huvud taget hade adeln synnerligen långtgående privilegier. Redan år 1574 hade adeln fått igenom en artikel de non praestanda oboedientia, som gjorde uppror tillåtet ifall konungen uppsåtligt kränkt någon lag. Adelns misstro tvingade kungen att även mellan riksdagarna ha ett kabinettsråd vid sin sida bestående av senatorer som rapporterade till sejmen. Kungen var för övrigt berövad all handlingsfrihet på grund av omständigheten att hans ministrar var oavsättliga och oansvariga; de betraktades nämligen som ämbetsmän i landets, inte i kronans, tjänst. Även hetmanerna, storfältherrarna, hade tillskansat sig samma privilegium, samtidigt som det var de och inte kungen som förfogade över hären.

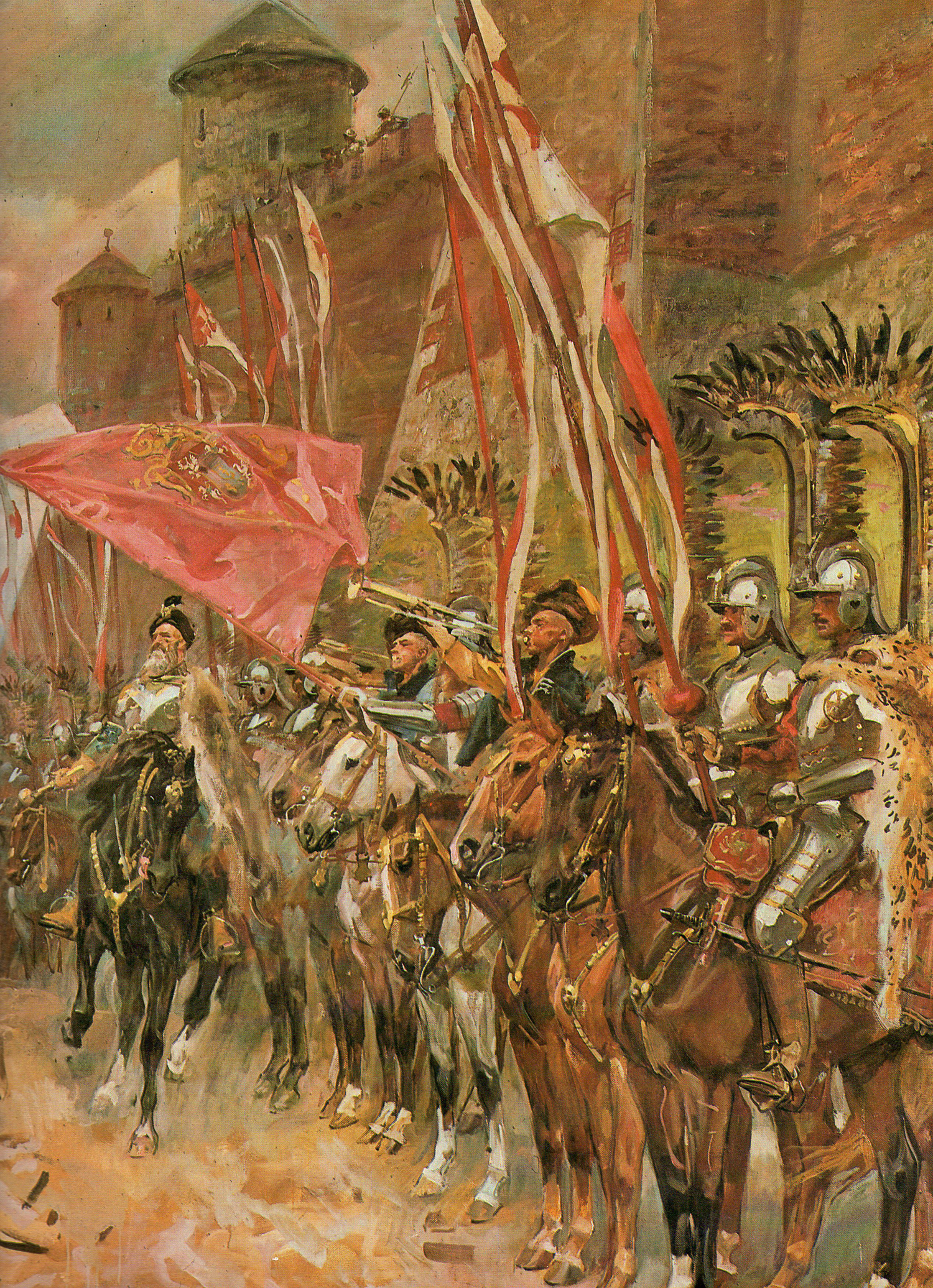
Bevingade husarer.

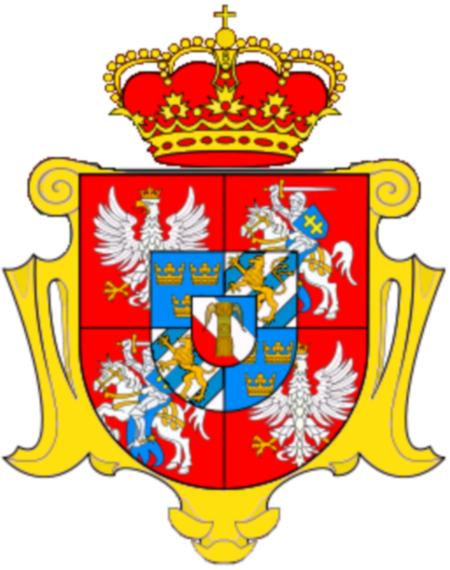
Vasaättens och svenska riksvapnet ingick i Polsk-litauiska samväldets vapen.

Under andra hälften av 1600-talet skakades samväldet av kosackuppror och krig mot Tsarryssland, Sverige och Osmanska riket. Särskilt förödande blev Karl X Gustavs invasion 1655–1656: Karl X Gustavs polska krig, som i polsk historieskrivning kallats ”den svenska syndafloden”.
Samväldets inre förfall under 1700-talet skyndades på av grannländernas inblandning. Landet blev även skådeplatsen för omfattande strider mellan polska, svenska, ryska och sachiska styrkor under Stora nordiska kriget och kom efter krigsslutet i praktiken att fungera som Rysslands vasall.
År 1772 utsattes det polsk-litauiska samväldet för sin första delning: Kejsardömet Ryssland, Preussen och Österrike annekterade var sin del av landets territorium. Försök till reformer och frigörelse 1788–1791 nedkämpades av Ryssland med en andra delning 1793 (mellan Ryssland och Preussen) till följd. 1794 bröt Kościuszko-upproret ut. Upproret misslyckades, samväldet delades för tredje och sista gången och upphörde att existera år 1795.

## Demografi
Latin och polska var de administrativa språken i samväldets västra delar och kanslirutenska  var det administrativa språket i de östra delarna. Befolkningen talade olika lokala varianter av polska, ukrainska, tyska, belarusiska, jiddisch, tatariska och rumänska. Statsreligionen var romersk-katolsk; andra religiösa tillhörigheter var grekisk-katolsk, ortodox och protestantisk kristendom samt judendom och islam. Större städer var Gdansk, Riga (till 1621), Vilna, Lviv, Kiev (till 1667), Kraków och Warszawa.